# Zeki Rıza Sporel
Zeki Rıza Sporel (28 février 1898 - 4 novembre 1969) était un footballeur turc. Il est l'auteur du premier but jamais marqué par la sélection turque lors d'un match contre la Roumanie en 1923.
Il inscrira au total 15 buts lors de ses 16 sélections entre 1923 et 1932. Sporel est également le meilleur buteur turc de l'histoire avec 470 buts en 322 matches, tous pour le compte de son unique club : Fenerbahçe. Il inscrira même un jour 8 buts en un seul match, ce qui constitue un autre record non battu.
Lors de tous les matchs Fenerbahce-Galatasaray qu'il a disputé, il inscrit un total de 35 buts.